# Wyspa Bougainville’a
Wyspa Bougainville’a (tok pisin Bogenvil) – największa wyspa w archipelagu Wysp Salomona, na Oceanie Spokojnym, pomiędzy Morzem Salomona a otwartym oceanem. Stanowi część terytorium Papui-Nowej Gwinei, regionu autonomicznego Bougainville.

## Geografia
Wyspa Bougainville’a jest największą wyspą archipelagu Salomona i najbardziej wysuniętą z dużych wysp archipelagu ku północy. Ma kształt wydłużony w osi północny zachód – południowy wschód, długość 200 km, szerokość maksymalną 60 km. Na północnym zachodzie wąska Cieśnina Buka oddziela ją od mniejszej wyspy Buka. Trzon wyspy tworzy łańcuch górski długości 150 km, poprzecinany poprzecznymi dolinami. Północno-zachodnią, dłuższą część pasma (ok. 105 km) nazwano Górami Cesarskimi (Emperor Range), natomiast część południowo-wschodnią – Górami Następcy Tronu (Crown Prince Range).
Góry zbudowane są ze skał wulkanicznych: andezytów i bazaltów. Działalność wulkaniczna zaczęła się tu w oligocenie (ok. 30–35 mln lat temu) i trwa do dziś. Najwyższy szczyt wyspy – Balbi (2715 m n.p.m.), wznoszący się w północnej części Gór Cesarskich, jest drzemiącym wulkanem. Stożkowata góra Bagana (2000 m n.p.m.) w południowej części Gór Cesarskich jest wulkanem czynnym, często posypującym popiołem centralną część wyspy. W południowej części Gór Następcy Tronu znajduje się stary krater wulkaniczny z jeziorem Lololu, występują tu również liczne fumarole. Wyspa leży w strefie subdukcji i jest narażona na silne oddziaływania sejsmiczne.

## Gospodarka
Ważną rolę w gospodarce wyspy odgrywa rybołówstwo oraz uprawa bananów, sagownicy, kawowca, kakaowca i palmy kokosowej.

## Historia
Wyspa została odkryta dla Europejczyków przez hiszpańskich żeglarzy A. Mendanii de Neyry w 1568 r., lecz przez blisko dwa następne wieki pozostawała poza obszarem ich zainteresowania. W XVIII wieku otrzymała nazwę na cześć francuskiego żeglarza Louisa Antoine’a de Bougainville’a, który dopiero w 1768 r. „odkrył” ją ponownie. W okresie kolonialnym, od 1899 do I wojny światowej wyspa znajdowała się pod administracją niemiecką jako część Nowej Gwinei Niemieckiej. W latach 1918–1975 administrację z ramienia Ligi Narodów sprawowała Australia. W 1940 r. ludność wyspy liczyła ok. 43 000.
Podczas II wojny światowej, na przełomie marca i kwietnia 1942 r. Wyspa Bougainville’a została zajęta przez wojska japońskie, które okupowały wyspę i urządziły na niej bazę wojskową z lotniskiem w Kahili. 1 listopada 1943 r. na wyspie wylądował desant amerykański, a w jej pobliżu 2 listopada doszło do bitwy w Zatoce Cesarzowej Augusty, zakończonej porażką floty japońskiej. Walki lądowe na Wyspie Bougainville’a trwały do końca wojny; Amerykanie kontrolowali jej część i urządzili na wyspie bazę wojskową z lotniskiem Torokina, lecz słabo uzbrojone wojska japońskie kryły się w trudno dostępnych górskich dżunglach, nie mogąc pokonać Amerykanów. W 1945 r. wyspę przejęli od Amerykanów Australijczycy. Na wyspie zginęło lub zmarło od chorób tropikalnych lub z wyczerpania ok. 17.500 japońskich żołnierzy. Dopiero po kapitulacji Japonii, we wrześniu 1945 r. pozostali żołnierze poddali się.
Na wyspie znajdują się bogate złoża miedzi i złota. Podział zysków z ich eksploatacji doprowadził do konfliktu między rządem w Port Moresby a mieszkańcami wyspy. Pod koniec lat 80. XX w. powstała Rewolucyjna Armia Bougainville (ang. Bougainville Revolutionary Army, w skrócie BRA), która w 1989 zażądała niepodległości wyspy. Walki między separatystami a wojskami rządowymi trwały do 1997 i kosztowały życie ok. 20 tys. osób. Oficjalny rozejm podpisano dopiero w 2001 po interwencji rządu Australii. Na podstawie zawartego wówczas porozumienia Wyspa Bougainville’a zyskała status autonomicznej prowincji Papui-Nowej Gwinei i prawo do własnych rządów w sprawach wewnętrznych.
Na przełomie maja i czerwca 2005 r. na wyspie odbyły się pierwsze wybory do autonomicznego parlamentu Bougainville, które wygrał opowiadający się za niepodległością Ludowy Kongres Bougainville. Pierwszym szefem autonomicznego rządu został przywódca Kongresu Joseph Kabui. Po jego śmierci 7 czerwca 2008 i ponownych wyborach, od 6 stycznia 2009 prezydentem jest James Tanis.
W zorganizowanym w 2019 roku referendum 98 procent głosujących (spośród 187 067 osób biorących udział w głosowaniu) opowiedziało się za niepodległością. W efekcie do 2023 władze Bougainville przejmą większość kompetencji od rządu Papui-Nowej Gwinei i przygotują projekt ustawy zasadniczej nowego państwa, które ma zostać proklamowane w 2027. Wymaga to jednak akceptacji parlamentu Papui-Nowej Gwinei.